# Yawata
Yawata (八幡市 -shi) é uma cidade japonesa localizada na província de Quioto.
Em 2003 a cidade tinha uma população estimada em 74 303 habitantes e uma densidade populacional de 3 047,70 h/km². Tem uma área total de 24,38 km².
Recebeu o estatuto de cidade a 1 de Novembro de 1977.